# Elezioni europee del 2014 in Lussemburgo
Le elezioni europee del 2014 in Lussemburgo si sono tenute il 25 maggio.

## Risultati
| Liste  | Liste                                               | Gruppo    | Voti      | %     | +/-   | Seggi | +/-     |
| ------ | --------------------------------------------------- | --------- | --------- | ----- | ----- | ----- | ------- |
|        | Partito Popolare Cristiano Sociale (CSV)            | PPE       | 441.578   | 37,66 | 6,29  | 3     | Stabile |
|        | I Verdi (Déi Gréng)                                 | Verdi/ALE | 176.073   | 15,02 | 1,82  | 1     | Stabile |
|        | Partito Democratico (DP)                            | ALDE      | 173.255   | 14,78 | 3,89  | 1     | Stabile |
|        | Partito Operaio Socialista Lussemburghese (LSAP)    | S&D       | 137.504   | 11,73 | 7,73  | 1     | Stabile |
|        | Partito Riformista di Alternativa Democratica (ADR) | -         | 88.298    | 7,53  | 0,14  | -     | Stabile |
|        | La Sinistra (Déi Lénk)                              | -         | 67.544    | 5,76  | 2,39  | -     | Stabile |
|        | Partito Pirata del Lussemburgo                      | -         | 49.553    | 4,23  | nuovo | -     | Stabile |
|        | Partito per la Democrazia Integrale (PID)           | -         | 21.303    | 1,82  | nuovo | -     | Stabile |
|        | Partito Comunista del Lussemburgo (KPL)             | -         | 17.506    | 1,49  | 0,05  | -     | Stabile |
| Totale | Totale                                              | Totale    | 1.172.614 |       |       | 6     |         |